# Symphyomethes californicus
Symphyomethes californicus är en skalbaggsart som beskrevs av Wittmer 1970. Symphyomethes californicus ingår i släktet Symphyomethes och familjen Omethidae. Inga underarter finns listade i Catalogue of Life.